# Liste der Kulturdenkmäler in Gutenacker
In der Liste der Kulturdenkmäler in Gutenacker sind alle Kulturdenkmäler der rheinland-pfälzischen Ortsgemeinde Gutenacker aufgeführt. Grundlage ist die Denkmalliste des Landes Rheinland-Pfalz (Stand: 8. Dezember 2023).

## Einzeldenkmäler
| Bezeichnung        | Lage                                                 | Baujahr         | Beschreibung                                                                                                 | Bild                           |
| ------------------ | ---------------------------------------------------- | --------------- | --- | ------------------------------ |
| Wohnhaus           | Ringstraße 2 Lage                                    | 18. Jahrhundert | Fachwerkhaus, teilweise verkleidet, 18. Jahrhundert                                                          | BW                             |
| Bahnwärterhaus     | nordöstlich des Ortes am Rupbach Lage                | um 1860         | Bahnwärterhaus der Lahnbahn; spätklassizistischer Typenbau, um 1860                                          | BW                             |
| Tunnelportal       | nordwestlich des Ortes Lage                          | um 1860         | Tunnelportal des Laurenburger Tunnels der Lahnbahn; Bruchsteinportal, Zinnenabschluss, um 1860               | BW                             |
| Tunnelportal       | nordwestlich des Ortes Lage                          | um 1860         | Tunnelportal des Laurenburger Tunnels der Lahnbahn; Bruchsteinportal, Zinnenabschluss, um 1860               | BW                             |
| Bahnwärterhaus     | nordwestlich des Ortes beim Laurenburger Tunnel Lage | um 1860         | Bahnwärterhaus der Lahnbahn; zweieinhalbgeschossiger spätklassizistischer Typenbau, Nebengebäude, um 1860    | BW                             |
| Bahnhof Laurenburg | nordwestlich des Ortes (Rupbachtalstraße 1) Lage     | 1862            | Empfangsgebäude der Lahnbahn; spätklassizistischer Typenbau nach Plänen des Architekten Heinrich Velde, 1862 | weitere Bilder Fotos hochladen |